# لوچیا رومانوف-استارک
 لوچیا رومانوف-استارک (انگلیسی: Lucia Romanov-Stark؛ زادهٔ ۲۸ آوریل ۱۹۵۹) یک تنیس‌باز اهل رومانی است.